# 大久保裕太
大久保 裕太（おおくぼ ゆうた、1987年10月1日 - ）は、日本の俳優、モデル。長野県松本市出身。身長176cm。バークインスタイル所属。

## 略歴
大学在学中、知人に紹介されたことをきっかけに初めて舞台に立つ。
その後、「劇団天然ポリエステル」の立ち上げに参加。
2011年、「ZOZOTOWN」専属モデルオーディションにて、メンズ1位になったことをきっかけに、モデル業を始める。

## 人物
幼少期から、ピアノを習っており、大学ではクラシックピアノを専攻。映画「メランコリック」の劇中のピアノ演奏シーンは実際に演奏している。趣味は麻雀、ビリヤード、カードマジック。
メガネとサングラスが好きで、多数所有しているが、視力が悪いため、全てレンズは度入りである。

## 出演

### テレビドラマ
- ダンダリン 労働基準監督官 最終話（日本テレビ、2013年10月 - 12月）
- きょうは会社休みます。 第2話（日本テレビ、2014年10月 - 12月）

### 映画
- 大奥〜永遠〜［右衛門佐・綱吉篇］（2012年12月公開）
- もうしません！（2015年10月公開）
- メランコリック（2019年8月公開） - 田村幹久 役

### PV
- lecca「ZOOLANDER」（2012年）
- sumika「イコール/Traveling」（2019年）
- EOW「U」（2019年）

### 舞台
- 劇団天然ポリエステル「五月雨式～夜桜は散りたがった～」（2010年）
- 劇団天然ポリエステル「バックアップ・ベイビーズ 私本X訳聖書」（2011年）
- 劇団天然ポリエステル「科人(とがにん)」（2011年）
- 劇団天然ポリエステル「異人(マレビト)」（2012年）
- Nana Produce「ゼロ番区」（2013年）
- Nana Produce「バンク・バン・レッスン」（2015年）
- Nana Produce「十年希望」（2018年）
- RISU PRODUCE vol.28「笑いの神様へ」（2023年公演予定）[1]

### CM
- SONY「PlayStation 4　“世界が、遊びでひとつになる”」（2014年）
- 花王「サクセス　シェービングジェル」（2014年）
- 日本マイクロソフト「Surface 3」（2015年）
- CCJC「コカ・コーラ プラス」（2017年）

### その他
- MIZUNO「ランニング」スチール